# Гусле
Гусле (Гусле — примерⓘ) народни су српски гудачки инструмент. Овај инструмент има једну, или евентуално две жице. Најчешће су направљене од јаворовог дрвета. Као једножичани инструмент, гусле се срећу у Црној Гори, Босни, Херцеговини, Далмацији и Србији. Гусле из Лике и Босанске Крајине углавном имају две жице.
Жице су направљене од тридесет упредених коњских длака, као што је случај и са струном гудала. Гудало се користи тако што се повлачи по затегнутим жицама, производећи оштар и драматичан звук, који је изузетно експресиван. Гусле спадају у инструменте за које је потребно велико умеће свирања.
Саме гусле састоје се од музичке кутије која је пресвучена животињском кожом на коју се надовезује дугачак врат на чијем завршетку је изрезбарена животињска (најчешће коњска) или птичија (најчешће орао или соко) глава.
При свирању, тело гусала се полаже на колена (у крило), док дугачак врат придржава длан једне руке.
Гусле су играле важну улогу у историји српске епске поезије будући да су гуслари — народни певачи, опевали догађаје из националне историје вековима, све док ти текстови нису коначно записани. Већина песама говори о временима отоманске владавине и националне борбе за независност. Напорима Вука Караџића многе српске епске песме записане су и сачуване већ у раном 19. веку. У неким књигама и публикацијама се спомиње податак да су српске гусле дочекале Фридриха Првог Барбаросу када се у 12. веку састао у Нишу са српским владаром Стефаном Немањом, где му је Немања понудио помоћ српске државе у крсташком рату. Кажу да је Барбароса био задивљен звуком гусала и пјевањем уз њих, па се много интересовао око појединости везаних за гусле.
Гусле, као степски инструмент, даљим пореклом потичу из средње Азије. Срби, као једно од словенских племена степског порекла, довели су овај инструмент на простор југоисточне Европе. Њени најсроднији инструменти су моринхур и игил. На врху гусала је често коњска или јарчева глава као симбол сточарства и номадских народа, док је гудало најчешће израђено у облику змије, као симбол горштачке љутине. Касније се на гуслама срећу ликови националних јунака, а није случајно што се праве од јавора, јер јавор као дрво има симболику у српској претхришћанској религији и означавао је култ предака. Такође се уз гусле славе преци.
Гусле се још срећу и у Сирији, а код Лужичких Срба се среће гудачки инструмент са три жице под називом хусле. Такође, Срби који су мењали веру и примали ислам, били су задржали обичај опевавања својих муслиманских јунака уз гусле. Данас се овај обичај код њих готово изгубио.
Певање уз гусле је уписано новембра 2018. године на Унескову Репрезентативну листу нематеријалног културног наслеђа човечанства.

### Грађа инструмента
Делови гусала:
1. Варјача — звучно тело — издубљено дрво преко кога је натегнута јагњећа, зечја или јарећа кожа на којој је на средини направљена перфорација ради звучности инструмента.
2. Држач се састоји од «врата» и «главе». «Глава» је сам врх гусала и обично је врло богато украшена, може бити изрезбарен лик човека, коња, птице итд, док је «врат» део за који гуслар држи гусле, док другом руком гудалом прелази преко натегнутих струна.
3. Струне су направљене од длака из коњског репа.
4. Опута — део за који је струна причвршћена при дну гусала.
5. Кочић или крчало — налази се између «главе» и «дршка» и на њега се намотава струна.
6. Коњ или коњић — комадић дрвета који одваја струну од звучног дела. Налази се између «опуте» и перфорације, а може бити до «три прста» висине.
7. Лучац — гудало направљено од природно закривљене гране и струне од коњске длаке.

Типови гусала:
1. Херцеговачки тип — високо постављене жице
2. Дубровачки тип — ниско постављене и дуже жице
3. Крајишки тип — са две струне

### Историја инструмента
Назив „гусле” долази од праславенске речи „gǫdsli” што значи „жица”.
Прва белешка о гуслама међу Јужним Словенима долази од Византинаца, из прве половине VII века, када су ухваћена „два шпијуна која код себе нису имали оружје, већ само дрвена инструмента”

## Знаменити гуслари — певачи српских народних песама
- Тешан Подруговић из села Казанци код Гацка, Херцеговина
- Филип Вишњић, родом из села Горња Трнова (Горња), општина Угљевик
- Лека Мастиловић, морачки ускок родом из села Изгори код Гацка у Херцеговини
- Старац Милија из Колашина
- Старац Рашко из Колашина
- Ђуро Милутиновић, слепи гуслар
- Стојан Хајдук, Херцеговац
- Јеврем Ушћумлић, из села Унач-Пива
- Анђелко Вуковић с Косова
- Борко Мијајловић, народни гуслар из Србије, село Плочник
- Милован Томовић, народни гуслар из Лијеве Ријеке, Црна Гора
- Душан Добричанин, народни гуслар из Србије, Куршумлија
- Ђорђије Копривица, народни Гуслар из Бањана, живи у Београду
- Миломир Миљанић, народни гуслар из Бањана, живи у Београду
- Душан Додеровић, народни гуслар из Србије из села Маровца, живи у Лесковцу
- Петар Перуновић Перун
- Сава З. Станишић, српски гуслар родом са Метохије
- Будимир Чавић, српски гуслар родом из села Какмужа код Пљеваља
- Зоран Племић, народни гуслар са Романије
- Бранко Перовић, народни гуслар из Никшића
- Љубомир Љубо Павловић, гуслар из Куле, родом са Купреса
- Стојан Шипчић, народни гуслар из Мале Црне Горе живи у Никшићу
- Ђуро Крсмановић, народни гуслар са Слатине живи у Никшићу
- Неђељко Црњак, народни гуслар из Сарајева
- Стеван Мишо Поповић, народни гуслар из Цуца живи у Никшићу
- Костадин Коста Плакаловић, народни гуслар са Романије
- Јанко Ћусић, гуслар из Ливањског поља
- Зоран Самарџић, гуслар из Врбаса
- Драшко Малиџан, народни гуслар родом из Пљеваља, живи у Београду
- Милорад Мишо Вујовић
- Бошко Вујачић
- Миливоје Мујо Никчевић
- Војо Радусиновић, народни гуслар из Црне Горе
- Саво Контић, народни гуслар
- Војислав Бајо Станишић, народни гуслар из Добриловине, живи у Београду
- Драган Малиџан, народни гуслар из Пљеваља, живи у Београду
- Никола Мојсиловић, народни гуслар из Србије из Куршумлије, живи у Београду
- Драшко Магделинић, народни гуслар родом из Богаја, живи у Београду
- Исмет Кукуљац, народни гуслар родом из Комарана, живи у Пријепољу
- Вукојица Сандић, председник друштва гуслара
- Вукота Говедарица, народни гуслар родом из Гацка, председник Гусларског друштва „Тешан Подруговић” Гацко
- Милош Ловћенски, једини у Русији гуслар и званични извођач аутентичног фолклора Јужних Словена,пореклом из Црне Горе, живи у Русији [5][6][7][8]

## Галерија
- Гусле са гудалом направљене од јаворовог дрвета. Део су збирке музичких инструмената Народног музеја у Лесковцу.
- Гусле из збирке Етнолошког одељења Музеја Војводине у Новом Саду
- Камене гусле у Музеју Југославије
- Детаљ камених гусала у Музеју Југославије
- Детаљ камених гусала у Музеју Југославије
- Гусле из колекција легата Радослава Братића, Адлигат
- Михајло Томић: Слепи гуслар (Музеј Вука и Доситеја)
- Немања - илустрован лист за поуку и забаву (1887) са гусларом на насловници
- Гусле породице Обреновић, јаворово дрво, животињска кожа, длака коњског репа, дрворезба, дужина 70 цм, отвор 17×26 цм, дужина гудала 60 цм, не пре 1882. (због краљевског грба Обреновића). Овај инструмент се налази у збирци манастира Враћевшница
- Српски гуслар са Пештери
- Гусле, крај XIX вијека, Костајница Музеј Републике Српске